# آن ماكنزي
آن ماكنزي (بالإنجليزية: Anne McKenzie)‏ هي منافسة ألعاب القوى جنوب أفريقية، ولدت في 28 يوليو 1925.